# Prêmio Akutagawa
 O Prêmio Akutagawa (芥川龍之介賞, Akutagawa Ryūnosuke Shō) é um prêmio literário japonês apresentado semestralmente. Devido ao seu prestígio e à considerável atenção que o vencedor recebe da mídia, é, juntamente com o Prêmio Naoki, um dos prêmios literários mais cobiçados do Japão. 

## História
O Prêmio Akutagawa foi criado em 1935 por Kan Kikuchi, então editor da revista Bungeishunjū, em memória do autor Ryūnosuke Akutagawa. Atualmente, é patrocinado pela Sociedade para a Promoção da Literatura Japonesa e é premiado em janeiro e julho com a melhor história literária publicada em um jornal ou revista por um autor novo ou em ascensão. O vencedor recebe um relógio de bolso e um prêmio em dinheiro de 1 milhão de ienes. Os juízes geralmente incluem escritores contemporâneos, críticos literários e ex-vencedores do prêmio. Ocasionalmente, quando não é possível obter consenso entre os juízes nas disputas sobre a melhor história ou sobre a qualidade dos trabalhos indicados no semestre, nenhum prêmio é concedido. De 1945 a 1948, a premiação foi suspensa devido à instabilidade do pós-guerra.
Em 15 de janeiro de 2004, a entrega do 130º Prêmio Akutagawa foi um evento de grande importância, pois duas mulheres se tornaram as mais jovens vencedoras do prêmio. O prêmio foi para Risa Wataya, 19 anos, e Hitomi Kanehara, 20 anos. Anteriormente, os vencedores mais jovens eram homens com mais de 23 anos, entre eles o ex-governador de Tóquio Shintaro Ishihara e o romancista Kenzaburo Ōe. Em 2013, Natsuko Kuroda ganhou o 148º Prêmio Akutagawa aos 75 anos, tornando-a a pessoa mais velha da história a receber o prêmio. 

### Controvérsias
O prêmio perdeu credibilidade em 1972, quando um de seus vencedores, Akio Miyahara, foi acusado de plágio. Em 2018, uma controvérsia semelhante ocorreu quando se descobriu que o romance de Yuko Hojo havia reutilizado parte de uma obra de não-ficção de sua própria autoria, mas sem fazer referência a isso. Porém, a Sociedade para a Promoção da Literatura Japonesa não removeu o livro da lista de candidatos. 

## Vencedores
A revista Bungeishunjū mantém um arquivo oficial dos vencedores atuais e anteriores em nome da Sociedade para a Promoção da Literatura Japonesa.
| N.  | Ano    | Autor                | Livro                                                       |
| --- | ------ | -------------------- | ----------------------------------------------------------- |
| 001 | 1935上 | Tatsuzō Ishikawa     | Sōbō (蒼氓)                                                 |
| 002 | 1935下 | não houve premiação  |                                                             |
| 003 | 1936上 | Takeo Oda            | Jōgai (城外)                                                |
| 003 | 1936上 | Tomoya Tsuruta       | Koshamain ki (コシャマイン記)                               |
| 004 | 1936下 | Jun Ishikawa         | Fugen (普賢)                                                |
| 004 | 1936下 | Uio Tomisawa         | Chichūkai (地中海)                                          |
| 005 | 1937上 | Kazuo Ozaki          | Nonki megane (暢気眼鏡)                                     |
| 006 | 1937下 | Ashihei Hino         | Fun'nyōtan (糞尿譚)                                         |
| 007 | 1938上 | Gishū Nakayama       | Atsumonozaki (厚物咲)                                       |
| 008 | 1938下 | Tsuneko Nakazato     | Noriaibasha, Nikkōshitsu (乗合馬車, 日光室)                 |
| 009 | 1939上 | Yoshiyuki Handa      | Niwatori sōdō (鶏騒動)                                      |
| 009 | 1939上 | Ken Hase             | Asakusa no kodomo (あさくさの子供)                          |
| 010 | 1939下 | Kotaro Samukawa      | Mitsuryōsha (密猟者)                                        |
| 011 | 1940上 | não houve premiação  |                                                             |
| 012 | 1940下 | Tsunehisa Sakurada   | Hiraga gen'nai (平賀源内)                                   |
| 013 | 1941上 | Yukei Tada           | Chōkō deruta (長江デルタ)                                   |
| 014 | 1941下 | Yoshiko Shibaki      | Seika no ichi (青果の市)                                    |
| 015 | 1942上 | não houve premiação  |                                                             |
| 016 | 1942下 | Toshio Kuramitsu     | Renrakuin (連絡員)                                          |
| 017 | 1943上 | Kikuzo Ishizuka      | Chanzū no koro (纏足の頃)                                   |
| 018 | 1943下 | Kaoru Tonobe         | Washi (和紙)                                                |
| 019 | 1944上 | Yoshinori Yagi       | Ryūkanfū (劉廣福)                                           |
| 019 | 1944上 | Juzo Ono             | Tōhan (登攀)                                                |
| 020 | 1944下 | Motoyoshi Shimizu    | Karitachi (雁立)                                            |
| 021 | 1949上 | Tsuyoshi Kotani      | Kakushō (確証)                                              |
| 021 | 1949上 | Shigeko Yuki         | Hon no hanashi (本の話)                                     |
| 022 | 1949下 | Yasushi Inoue        | Tōgyū (闘牛)                                                |
| 023 | 1950上 | Ryoichi Tsuji        | Ihōjin (異邦人)                                             |
| 024 | 1950下 | não houve premiação  |                                                             |
| 025 | 1951上 | Kōbō Abe             | Kabe—S. Karuma shi no hanzai (壁─S.カルマ氏の犯罪)          |
| 025 | 1951上 | Toshimitsu Ishikawa  | Haru no kusa (春の草)                                       |
| 026 | 1951下 | Yoshie Hotta         | Hiroba no kodoku, Kankan (広場の孤独, 漢奸)                 |
| 027 | 1952上 | não houve premiação  |                                                             |
| 028 | 1952下 | Kosuke Gomi          | Sōshin (喪神)                                               |
| 028 | 1952下 | Seichō Matsumoto     | Aru "kokura nikki" den (或る「小倉日記」小伝)               |
| 029 | 1953上 | Shōtarō Yasuoka      | Warui nakama, Inki na tanoshimi (悪い仲間, 陰気な愉しみ)    |
| 030 | 1953下 | não houve premiação  |                                                             |
| 031 | 1954上 | Junnosuke Yoshiyuki  | Shūu (驟雨)                                                 |
| 032 | 1954下 | Nobuo Kojima         | Amerikan sukūru (アメリカン・スクール)                      |
| 032 | 1954下 | Junzo Shono          | Pūrusaido shōkei (プールサイド小景)                         |
| 033 | 1955上 | Shūsaku Endō         | Shiroi hito (白い人)                                        |
| 034 | 1955下 | Shintaro Ishihara    | Taiyō no kisetsu (太陽の季節)                               |
| 035 | 1956上 | Keitarō Kondō        | Amabune (海人舟)                                            |
| 036 | 1956下 | não houve premiação  |                                                             |
| 037 | 1957上 | Itaru Kikumura       | Iōjima (硫黄島)                                             |
| 038 | 1957下 | Takeshi Kaikō        | Hadaka no ōsama (裸の王様)                                  |
| 039 | 1958上 | Kenzaburō Ōe         | Shiiku (飼育)                                               |
| 040 | 1958下 | não houve premiação  |                                                             |
| 041 | 1959上 | Shiro Shiba          | Santō (山塔)                                                |
| 042 | 1959下 | não houve premiação  |                                                             |
| 043 | 1960上 | Kita Morio           | Yoru to kiri no sumi de (夜と霧の隅で)                      |
| 044 | 1960下 | Tetsuo Miura         | Shinobukawa (忍ぶ川)                                        |
| 045 | 1961上 | não houve premiação  |                                                             |
| 046 | 1961下 | Koichiro Uno         | Kujiragami (鯨神)                                           |
| 047 | 1962上 | Akira Kawamura       | Bidan no shuppatsu (美談の出発)                             |
| 048 | 1962下 | não houve premiação  |                                                             |
| 049 | 1963上 | Kiichi Goto          | Shōnen no hashi (少年の橋)                                  |
| 049 | 1963上 | Taeko Kono           | Kani (蟹)                                                   |
| 050 | 1963下 | Seiko Tanabe         | Senchimentaru Jaanî (感傷旅行)                              |
| 051 | 1964上 | Shou Shiba           | Saredo wareraga hibi (されどわれらが日々─)                  |
| 052 | 1964下 | não houve premiação  |                                                             |
| 053 | 1965上 | Setsuko Tsumura      | Gangu (玩具)                                                |
| 054 | 1965下 | Yuichi Takai         | Kita no kawa (北の河)                                       |
| 055 | 1966上 | não houve premiação  |                                                             |
| 056 | 1966下 | Kenji Maruyama       | Natsu no nagare (夏の流れ)                                  |
| 057 | 1967上 | Tatsuhiro Oshiro     | Kakuteru Paatî (カクテル・パーティー)                       |
| 058 | 1967下 | Hyozo Kashiwabara    | Tokuyama Dōsuke no kikyō (徳山道助の帰郷)                   |
| 059 | 1968上 | Saiichi Maruya       | Toshi no nokori (年の残り)                                  |
| 059 | 1968上 | Minako Oba           | Sanbiki no kani (三匹の蟹)                                  |
| 060 | 1968下 | não houve premiação  |                                                             |
| 061 | 1969上 | Kaoru Shoji          | Akazukin-chan ki o tsukete (赤頭巾ちゃん気をつけて)         |
| 061 | 1969上 | Hideo Takubo         | Fukaikawa (深い河)                                          |
| 062 | 1969下 | Takayuki Kiyooka     | Akashiya no dairen (アカシヤの大連)                         |
| 063 | 1970上 | Tomoko Yoshida       | Mumyōjōya (無明長夜)                                        |
| 063 | 1970上 | Komao Furuyama       | Pureō 8 no yoake (プレオー8の夜明け)                        |
| 064 | 1970下 | Yoshikichi Furui     | Yōko (杳子)                                                 |
| 065 | 1971上 | não houve premiação  |                                                             |
| 066 | 1971下 | Ri Kaisei            | Kinuta o utsu onna (砧をうつ女)                             |
| 066 | 1971下 | Mineo Higashi        | Okinawa no shōnen (オキナワの少年)                          |
| 067 | 1972上 | Hiroshi Hatayama     | Itsuka kiteki o narashite (いつか汽笛を鳴らして)            |
| 067 | 1972上 | Akio Miyahara        | Dareka ga sawatta (誰かが触った)                            |
| 068 | 1972下 | Michiko Yamamoto     | Beti san no niwa (ベティさんの庭)                           |
| 068 | 1972下 | Shizuko Go           | Rekuiemu (れくいえむ)                                       |
| 069 | 1973上 | Taku Miki            | Hiwa (鶸)                                                   |
| 070 | 1973下 | Kuninobu Noro        | Kusa no tsurugi (草のつるぎ)                                |
| 070 | 1973下 | Atsushi Mori         | Gassan (月山)                                               |
| 071 | 1974上 | não houve premiação  |                                                             |
| 072 | 1974下 | Keizo Hino           | Ano yūhi (あの夕陽)                                         |
| 072 | 1974下 | Hiro Sakata          | Tsuchi no utsuwa (土の器)                                   |
| 073 | 1975上 | Kyoko Hayashi        | Matsuri no ba (祭りの場)                                    |
| 074 | 1975下 | Kenji Nakagami       | Misaki (岬)                                                 |
| 074 | 1975下 | Kazuo Okamatsu       | Shikanoshima (志賀島)                                       |
| 075 | 1976上 | Ryū Murakami         | Kagirinaku tōmei ni chikai burū (限りなく透明に近いブルー)  |
| 076 | 1976下 | não houve premiação  |                                                             |
| 077 | 1977上 | Masahiro Mita        | Bokutte nani (僕って何)                                     |
| 077 | 1977上 | Masuo Ikeda          | Eegekai ni sasagu (エーゲ海に捧ぐ)                          |
| 078 | 1977下 | Teru Miyamoto        | Hotarugawa (螢川)                                           |
| 078 | 1977下 | Shuzo Taki           | Kaya no ki matsuri (榧の木祭り)                             |
| 079 | 1978上 | Kiichiro Takahashi   | Nobuyo (伸予)                                               |
| 079 | 1978上 | Michitsuna Takahashi | Kugatsu no sora (九月の空)                                  |
| 080 | 1978下 | não houve premiação  |                                                             |
| 081 | 1979上 | Yoshiko Shigekane    | Yamaai no kemuri (やまあいの煙)                             |
| 081 | 1979上 | So Aono              | Gusha no yoru (愚者の夜)                                    |
| 082 | 1979下 | Reiko Mori           | Mokkingubaado no iru machi (モッキングバードのいる町)       |
| 083 | 1980上 | não houve premiação  |                                                             |
| 084 | 1980下 | Katsuhiko Otsuji     | Chichi ga kieta (父が消えた)                                |
| 085 | 1981上 | Rie Yoshiyuki        | Chisana kifujin (小さな貴婦人)                              |
| 086 | 1981下 | não houve premiação  |                                                             |
| 087 | 1982上 | não houve premiação  |                                                             |
| 088 | 1982下 | Yukiko Kato          | Yube no kabe (夢の壁)                                       |
| 088 | 1982下 | Jūrō Kara            | Sagawa-kun kara no tegami (佐川君からの手紙)                |
| 089 | 1983上 | não houve premiação  |                                                             |
| 090 | 1983下 | Jun Kasahara         | Mokuji no sekai (杢二の世界)                                |
| 090 | 1983下 | Nobuko Takagi        | Hikari idaku tomo yo (光抱く友よ)                           |
| 091 | 1984上 | não houve premiação  |                                                             |
| 092 | 1984下 | Satoko Kizaki        | Aogiri (青桐)                                               |
| 093 | 1985上 | não houve premiação  |                                                             |
| 094 | 1985下 | Fumiko Kometani      | Sugikoshi no matsuri (過越しの祭)                           |
| 095 | 1986上 | não houve premiação  |                                                             |
| 096 | 1986下 | não houve premiação  |                                                             |
| 097 | 1987上 | Kiyoko Murata        | Nabe no naka (鍋の中)                                       |
| 098 | 1987下 | Natsuki Ikezawa      | Sutiru Raifu (スティル・ライフ)                             |
| 098 | 1987下 | Kiyohiro Miura       | Chōnan no shukke (長男の出家)                               |
| 099 | 1988上 | Man Arai             | Tazunebito no jikan (尋ね人の時間)                          |
| 100 | 1988下 | Keishi Nagi          | Daiyamondo dasuto (ダイヤモンドダスト)                      |
| 100 | 1988下 | Lee Yangji           | Yuhi (由煕)                                                 |
| 101 | 1989上 | não houve premiação  |                                                             |
| 102 | 1989下 | Akira Ooka           | Hyōsō seikatsu (表層生活)                                   |
| 102 | 1989下 | Mieko Takizawa       | Nekobaba no iru machi de (ネコババのいる町で)               |
| 103 | 1990上 | Noboru Tsujihara     | Mura no namae (村の名前)                                    |
| 104 | 1990下 | Yōko Ogawa           | Ninshin karendaa (妊娠カレンダー)                           |
| 105 | 1991上 | Yo Henmi             | Jidou kishō sōchi (自動起床装置)                            |
| 105 | 1991上 | Anna Ogino           | Seoi mizu (背負い水)                                        |
| 106 | 1991下 | Eiko Matsumura       | Abatōn (至高聖所)                                           |
| 107 | 1992上 | Tomomi Fujiwara      | Untenshi (運転士)                                           |
| 108 | 1992下 | Yoko Tawada          | Inumuko iri (犬婿入り)                                      |
| 109 | 1993上 | Haruhiko Yoshimeki   | Sekiryōkōya (寂寥郊野)                                      |
| 110 | 1993下 | Hikaru Okuizumi      | Ishi no raireki (石の来歴)                                  |
| 111 | 1994上 | Mitsuhiro Muroi      | Odorodeku (おどるでく)                                      |
| 111 | 1994上 | Yoriko Shono         | Taimu surippu konbinaato (タイムスリップ・コンビナート)     |
| 112 | 1994下 | não houve premiação  |                                                             |
| 113 | 1995上 | Kazushi Hosaka       | Kono hito no iki (この人の閾)                               |
| 114 | 1995下 | Matayoshi Eiki       | Buta no mukui (豚の報い)                                    |
| 115 | 1996上 | Hiromi Kawakami      | Hebi o fumu (蛇を踏む)                                      |
| 116 | 1996下 | Hitonari Tsuji       | Kaikyō no hikari (海峡の光)                                 |
| 116 | 1996下 | Miri Yu              | Kazoku shinema (家族シネマ)                                 |
| 117 | 1997上 | Shun Medoruma        | Suiteki (水滴)                                              |
| 118 | 1997下 | não houve premiação  |                                                             |
| 119 | 1998上 | Mangetsu Hanamura    | Gerumaniamu no yoru (ゲルマニウムの夜)                      |
| 119 | 1998上 | Shu Fujisawa         | Buenosu Airesu gozen reiji (ブエノスアイレス午前零時)       |
| 120 | 1998下 | Keiichiro Hirano     | Nisshoku (日蝕)                                             |
| 121 | 1999上 | não houve premiação  |                                                             |
| 122 | 1999下 | Gengetsu             | Kage no sumika (蔭の棲みか)                                 |
| 122 | 1999下 | Chiya Fujino         | Natsu no yakusoku (夏の約束)                                |
| 123 | 2000上 | Kō Machida           | Kiregire (きれぎれ)                                         |
| 123 | 2000上 | Hisaki Matsuura      | Hana kutashi (花腐し)                                       |
| 124 | 2000下 | Yuichi Seirai        | Seisui (聖水)                                               |
| 124 | 2000下 | Toshiyuki Horie      | Kuma no shikiishi (熊の敷石)                                |
| 125 | 2001上 | Sokyu Genyu          | Chūin no hana (中陰の花)                                    |
| 126 | 2001下 | Yu Nagashima         | Mōsupîdo de haha wa (猛スピードで母は)                      |
| 127 | 2002上 | Shuichi Yoshida      | Paaku raifu (パーク・ライフ)                                |
| 128 | 2002下 | Tamaki Daido         | Shoppai doraibu (しょっぱいドライブ)                        |
| 129 | 2003上 | Man'ichi Yoshimura   | Hariganemushi (ハリガネムシ)                                |
| 130 | 2003下 | Risa Wataya          | Keritai senaka (蹴りたい背中)                               |
| 130 | 2003下 | Hitomi Kanehara      | Hebi ni piasu (蛇にピアス)                                  |
| 131 | 2004上 | Norio Mobu           | Kaigo nyūmon (介護入門)                                     |
| 132 | 2004下 | Kazushige Abe        | Gurando fināre (グランド・フィナーレ)                       |
| 133 | 2005上 | Fuminori Nakamura    | Tsuchi no naka no kodomo (土の中の子供)                     |
| 134 | 2005下 | Akiko Itoyama        | Oki de matsu (沖で待つ)                                     |
| 135 | 2006上 | Takami Itō           | Hachigatsu no rojō ni suteru (八月の路上に捨てる)           |
| 136 | 2006下 | Nanae Aoyama         | Hitori biyori (ひとり日和)                                  |
| 137 | 2007上 | Tetsushi Suwa        | Asatte no hito (アサッテの人)                               |
| 138 | 2007下 | Mieko Kawakami       | Chichi to ran (乳と卵)                                      |
| 139 | 2008上 | Yang Yi              | Toki ga nijimu asa (時が滲む朝)                             |
| 140 | 2008下 | Kikuko Tsumura       | Potosuraimu no fune (ポトスライムの舟)                      |
| 141 | 2009上 | Ken'ichirō Isozaki   | Tsui no sumika (終の住処)                                   |
| 142 | 2009下 | não houve premiação  |                                                             |
| 143 | 2010上 | Akiko Akazome        | Otome no mikkoku (乙女の密告)                               |
| 144 | 2010下 | Mariko Asabuki       | Kikotowa (きことわ)                                         |
| 144 | 2010下 | Kenta Nishimura      | Kueki ressha (苦役列車)                                     |
| 145 | 2011上 | não houve premiação  |                                                             |
| 146 | 2011下 | Toh EnJoe            | Dōkeshi no chō (道化師の蝶)                                 |
| 146 | 2011下 | Shinya Tanaka        | Tomogui (共喰い)                                            |
| 147 | 2012上 | Maki Kashimada       | Meido meguri (冥土めぐり)                                   |
| 148 | 2012下 | Natsuko Kuroda       | ab Sango (abさんご)                                         |
| 149 | 2013上 | Kaori Fujino         | Tsume to Me (爪と目)                                        |
| 150 | 2013下 | Hiroko Oyamada       | Ana (穴)                                                    |
| 151 | 2014上 | Tomoka Shibasaki     | Haru No Niwa (春の庭)                                       |
| 152 | 2014下 | Masatsugu Ono        | 9 Nen Mae no Inori (九年前の祈り)                           |
| 153 | 2015上 | Keisuke Hada         | Scrap and Build (スクラップアンドビルド)                    |
| 153 | 2015上 | Naoki Matayoshi      | Hibana (火花)                                               |
| 154 | 2015下 | Yusho Takiguchi      | Shinde Inai Mono (死んでいない者)                           |
| 154 | 2015下 | Yukiko Motoya        | Irui Konin Tan (異類婚姻譚)                                 |
| 155 | 2016上 | Sayaka Murata        | Konbini Ningen (コンビニ人間)                               |
| 156 | 2016下 | Sumito Yamashita     | Shinsekai (しんせかい)                                      |
| 157 | 2017上 | Shinsuke Numata      | Eiri (影裏)                                                 |
| 158 | 2017下 | Chisako Wakatake     | Ora Ora de Hitori Igumo (おらおらでひとりいぐも)            |
| 158 | 2017下 | Yuka Ishii           | Hyakunen Doro (百年泥)                                      |
| 159 | 2018上 | Hiroki Takahashi     | Okuribi (送り火)                                            |
| 160 | 2018下 | Takahiro Ueda        | Nimrod (ニムロッド)                                         |
| 160 | 2018下 | Ryōhei Machiya       | Ichi Raundo Ippun Sanju-yon Byo (1R（いちらうんど）1分34秒) |
| 161 | 2019上 | Natsuko Imamura      | Murasaki no sukaato no onna (むらさきのスカートの女)        |
| 162 | 2019下 | Makoto Furukawa      | Seitaka Awadachiso (背高泡立草（せいたかあわだちそう）)     |
| 163 | 2020上 | Haruka Tono          | Hakyoku (破局)                                              |
| 163 | 2020上 | Haneko Takayama      | Shuri no Uma (首里の馬)                                     |

## Membros atuais do comitê de seleção[62]
- Teru Miyamoto
- Nobuko Takagi
- Hikaru Okuizumi
- Masahiko Shimada
- Toshiyuki Horie
- Shuichi Yoshida